# Monastère de Kovilje
Le monastère de Kovilje (en serbe cyrillique : Манастир Ковиље ; en serbe latin : Manastir Kovilje) est un monastère orthodoxe serbe situé à Kovilje, dans la municipalité d'Ivanjica et dans le district de Moravica, en Serbie. Il est inscrit sur la liste des monuments culturels de grande importance de la république de Serbie (identifiant no SK 1453),,.
Le monastère abrite deux églises, l'une dédiée à saint Michel et à saint Gabriel, l'autre dédiée à saint Nicolas. Il abrite aujourd'hui une communauté de religieuses,.

## Localisation
Le monastère se trouve à 20 km d'Ivanjica, dans la région historique et géographique de Stari Vlah, au pied du mont Javor et sur la rive droite de la rivière Nošnica.

## Histoire
En l'absence de données fiables, on suppose que le monastère a été fondé au XIIe siècle ou au XIIIe siècle. Il est mentionné pour la première fois en 1606 et la seconde fois en 1651 ; il a sans doute été détruit par les Ottomans au XVe siècle et reconstruit en 1644 par le métropolite de Raška Gavrilo Rajić, patriarche de Peć de 1648 à 1655, martyrisé en 1659,. À partir de 1813, le monastère a abrité une église paroissiale ; en 2005, il a été rendu à la vie monastique et abrite depuis une communauté de religieuses.

## Église Saint-Michel-et-Saint-Gabriel
La plus ancienne des deux églises du monastère est l'église Saint-Michel-et-Saint-Gabriel. Cette église, en partie rupestre, est constituée d'une nef unique, prolongée par une abside demi-circulaire et surmontée d'une petite coupole aveugle. Difficile à dater, elle remonte peut-être à la construction du monastère. L'église abrite quelques fresques mais les spécialistes sont partagés sur leur style qui pourrait tout aussi bien les faire remonter au XIIIe siècle qu'au XVIe siècle.

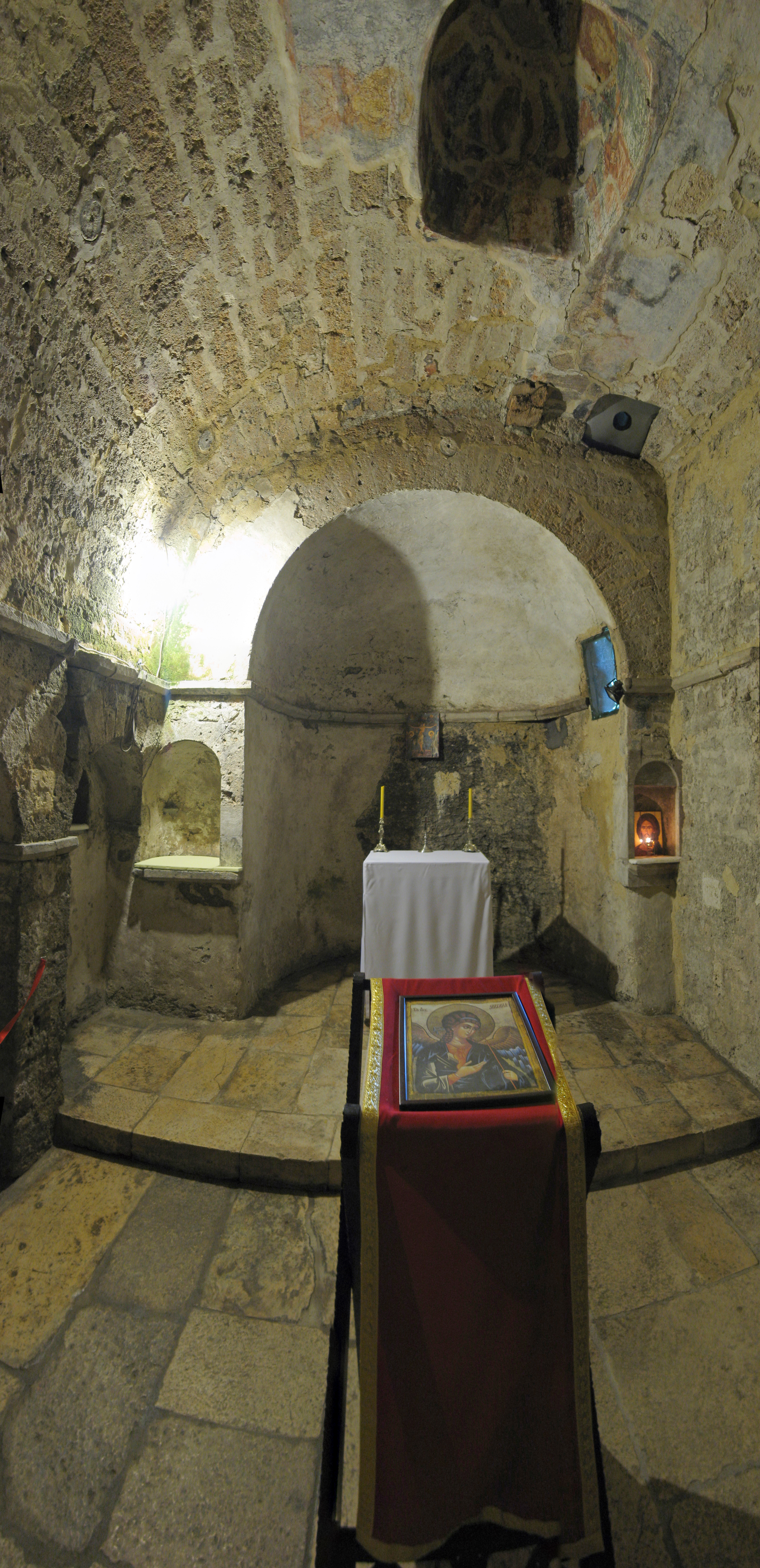
L'intérieur de l'église Saint-Michel-et-Saint-Gabriel.

## Église Saint-Nicolas
L'église Saint-Nicolas, plus tardive, est également dotée d'une nef unique ; cette nef est prolongée par une abside polygonale, surmontée d'une coupole aveugle et précédée d'un narthex. Elle abrite des fresques du XVIIe siècle attribuées à Andrej Raičević. On y trouve aussi un ambon monumental.

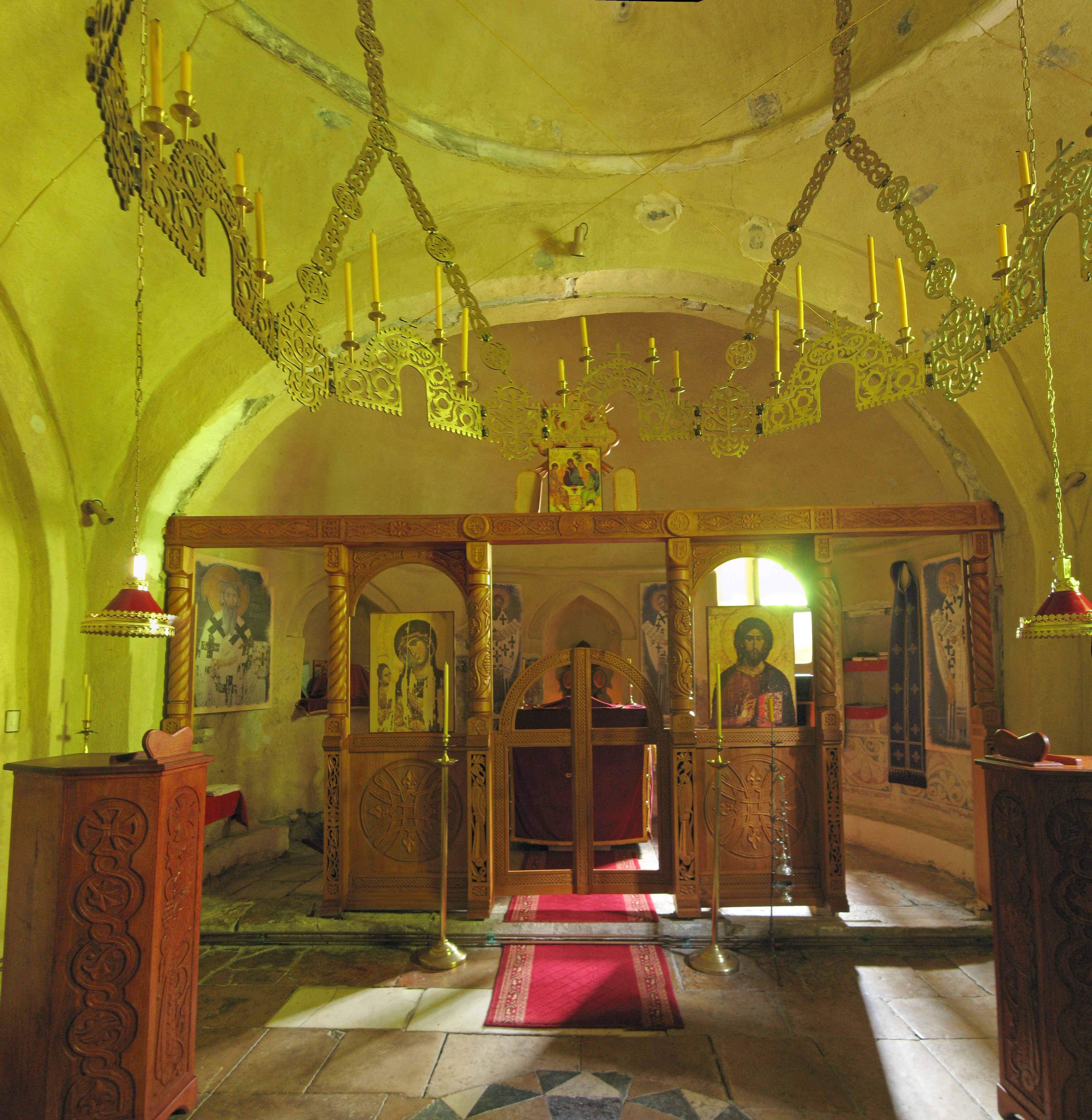
L'intérieur de l'église Saint-Nicolas